# Hon segrade
Hon segrade (en suec Ella va guanyar) és una pel·lícula muda en blanc i negre sueca del 1916 escrita i dirigida per Victor Sjöström. Sjöström també interpreta el paper principal a la pel·lícula i els altres actors són Lili Bech, Jenny Tschernichin-Larsson i Ellen Appelberg.

## Sinopsi
El llicenciat Born és promogut a Uppsala per convertir-se en doctor en medicina i a la festa associada descobreix que l'estat ha anunciat una recompensa de 30.000 corones sueques a qui aconsegueixi produir un sèrum contra la pesta asiàtica que s'està propagant a Europa. Born aconsegueix produir una cura i rep el premi.

## Repartiment
- Victor Sjöström – Arthur Born, metge
- Lili Bech	– Elna, promesa d'Arthur
- Jenny Tschernichin-Larsson – fru Almer, mare d'Elnas
- Ellen Appelberg – doktor Anna Stecknell
- Thure Holm
- Albert Ståhl

## Producció
La pel·lícula es va rodar a l'estudi del Biografteatern suec a Lidingö i a Uppsala amb Henrik Jaenzon com a fotògraf. Es va estrenar el 2 de març de 1916 al Slottsbiografen d'Uppsala i durava 42 minuts. Ni la pel·lícula ni el seu manuscrit s'han conservat.